# Sven Butenschön
Sven Butenschön (né le 22 mars 1976 à Itzehoe en Allemagne) est un joueur de hockey sur glace germano-canadien, qui évolue au poste de défenseur..

## Carrière professionnelle
Butenschön est né à Itzehoe mais à l'âge de 2 ans ses parents déménagèrent au Canada. Outre la citoyenneté allemande, il possède ainsi également la citoyenneté canadienne, ce qui en vertu des règlements de l'IIHF l'oblige à jouer au moins 2 ans en Allemagne pour pouvoir être sélectionné en équipe nationale allemande. Pourtant sa double citoyenneté lui permet de ne pas être considéré comme étranger dans le championnat allemand.
Il commence sa carrière de hockeyeur professionnel entre 1993 et 1996 chez les Wheat Kings de Brandon dans la Western Hockey League, puis reste encore une saison de plus dans une ligue mineure, cette fois-ci chez les Lumberjacks de Cleveland dans la ma Ligue internationale de hockey. Lors du repêchage d'entrée dans la Ligue nationale de hockey en 1994, il est sélectionné au troisième tour, 57e joueur choisi, par les Penguins de Pittsburgh. Il dispute ses huit premières rencontres dans la LNH lors de la saison 1997-1998.
Jusqu'en 2001 il joua pour les Penguins et surtout pour leurs équipes réserves : le Crunch de Syracuse de la Ligue américaine de hockey, les Aeros de Houston dans la LIH puis avec les Penguins de Wilkes-Barre/Scranton également dans la LAH.
Au cours de la saison 2000-2001 il est transféré chez les Oilers d'Edmonton, où il dispute 7 nouvelles rencontres de LNH, avant de se voir à nouveau cantonné dans leur équipe réserve, les Bulldogs de Hamilton. En 2002 il change encore de franchise et rejoint les Islanders de New York, puis effectue un premier retour en Allemagne lors de la saison 2004-2005 annulée de la LNH, déjà chez les Adler Mannheim. Après une nouvelle tentative en LNH lors de la saison 2005-2006 avec les Canucks de Vancouver, il reprend le chemin de l'Allemagne et de Mannheim pour la saison 2006-2007. Il y signe un contrat courant jusqu'en 2008 et la saison 2006-07 lui permet d'étoffer son palmarès, puisque son équipe réussit le doublé Coupe-Championnat.

## Statistiques
| Saison     | Équipe                            | Ligue      |     | Saison régulière | Saison régulière | Saison régulière | Saison régulière | Saison régulière |   | Séries éliminatoires | Séries éliminatoires | Séries éliminatoires | Séries éliminatoires | Séries éliminatoires |
| Saison     | Équipe                            | Ligue      | PJ  | B                | A                | Pts              | Pun              | PJ               | B | A                    | Pts                  | Pun                  |                      |                      |
| 1993-1994  | Wheat Kings de Brandon            | LHOu       | 70  | 3                | 19               | 22               | 51               | 4                | 0 | 0                    | 0                    | 6                    |                      |                      |
| 1994-1995  | Wheat Kings de Brandon            | LHOu       | 21  | 1                | 5                | 6                | 44               | 18               | 1 | 2                    | 3                    | 11                   |                      |                      |
| 1995-1996  | Wheat Kings de Brandon            | LHOu       | 70  | 4                | 37               | 41               | 99               | 19               | 1 | 12                   | 13                   | 18                   |                      |                      |
| 1996-1997  | Lumberjacks de Cleveland          | LIH        | 75  | 3                | 12               | 15               | 68               | 10               | 0 | 1                    | 1                    | 4                    |                      |                      |
| 1997-1998  | Crunch de Syracuse                | LAH        | 65  | 14               | 23               | 37               | 66               | 5                | 1 | 2                    | 3                    | 0                    |                      |                      |
| 1997-1998  | Penguins de Pittsburgh            | LNH        | 8   | 0                | 0                | 0                | 6                | -                | - | -                    | -                    | -                    |                      |                      |
| 1998-1999  | Penguins de Pittsburgh            | LNH        | 17  | 0                | 0                | 0                | 6                | -                | - | -                    | -                    | -                    |                      |                      |
| 1998-1999  | Aeros de Houston                  | LIH        | 57  | 1                | 4                | 5                | 81               | -                | - | -                    | -                    | -                    |                      |                      |
| 1999-2000  | Penguins de Wilkes-Barre/Scranton | LAH        | 75  | 19               | 21               | 40               | 101              | -                | - | -                    | -                    | -                    |                      |                      |
| 1999-2000  | Penguins de Pittsburgh            | LNH        | 3   | 0                | 0                | 0                | 0                | -                | - | -                    | -                    | -                    |                      |                      |
| 2000-2001  | Penguins de Wilkes-Barre/Scranton | LAH        | 55  | 7                | 28               | 35               | 85               | -                | - | -                    | -                    | -                    |                      |                      |
| 2000-2001  | Penguins de Pittsburgh            | LNH        | 5   | 0                | 1                | 1                | 2                | -                | - | -                    | -                    | -                    |                      |                      |
| 2000-2001  | Oilers d'Edmonton                 | LNH        | 7   | 1                | 1                | 2                | 2                | -                | - | -                    | -                    | -                    |                      |                      |
| 2001-2002  | Bulldogs de Hamilton              | LAH        | 61  | 9                | 35               | 44               | 88               | -                | - | -                    | -                    | -                    |                      |                      |
| 2001-2002  | Oilers d'Edmonton                 | LNH        | 14  | 0                | 0                | 0                | 4                | -                | - | -                    | -                    | -                    |                      |                      |
| 2002-2003  | Sound Tigers de Bridgeport        | LAH        | 36  | 3                | 13               | 16               | 58               | 9                | 3 | 6                    | 9                    | 6                    |                      |                      |
| 2002-2003  | Islanders de New York             | LNH        | 37  | 0                | 4                | 4                | 26               | -                | - | -                    | -                    | -                    |                      |                      |
| 2003-2004  | Islanders de New York             | LNH        | 41  | 1                | 6                | 7                | 30               | 4                | 0 | 0                    | 0                    | 0                    |                      |                      |
| 2003-2004  | Sound Tigers de Bridgeport        | LAH        | 5   | 0                | 1                | 1                | 4                | -                | - | -                    | -                    | -                    |                      |                      |
| 2004-2005  | Adler Mannheim                    | DEL        | 50  | 1                | 5                | 6                | 54               | 14               | 0 | 1                    | 1                    | 16                   |                      |                      |
| 2005-2006  | Moose du Manitoba                 | LAH        | 60  | 15               | 22               | 37               | 30               | 13               | 0 | 6                    | 6                    | 12                   |                      |                      |
| 2005-2006  | Canucks de Vancouver              | LNH        | 8   | 0                | 0                | 0                | 10               | -                | - | -                    | -                    | -                    |                      |                      |
| 2006-2007  | Adler Mannheim                    | DEL        | 42  | 3                | 3                | 6                | 34               | 11               | 1 | 3                    | 4                    | 12                   |                      |                      |
| 2007-2008  | Adler Mannheim                    | DEL        | 54  | 0                | 6                | 6                | 42               | 5                | 1 | 1                    | 2                    | 6                    |                      |                      |
| 2008-2009  | Adler Mannheim                    | DEL        | 49  | 2                | 7                | 9                | 44               | 9                | 1 | 0                    | 1                    | 32                   |                      |                      |
| 2009-2010  | Adler Mannheim                    | DEL        | 53  | 1                | 12               | 13               | 65               | 2                | 0 | 0                    | 0                    | 0                    |                      |                      |
| 2010-2011  | Adler Mannheim                    | DEL        | 33  | 1                | 0                | 1                | 22               | 6                | 0 | 2                    | 2                    | 0                    |                      |                      |
| 2011-2012  | Nürnberg Ice Tigers               | DEL        | 49  | 6                | 6                | 12               | 26               | -                | - | -                    | -                    | -                    |                      |                      |
| 2012-2013  | Nürnberg Ice Tigers               | DEL        | 50  | 2                | 1                | 3                | 64               | 3                | 1 | 0                    | 1                    | 0                    |                      |                      |
| Totaux LNH | Totaux LNH                        | Totaux LNH | 140 | 2                | 12               | 14               | 86               | 4                | 0 | 0                    | 0                    | 0                    |                      |                      |

## Trophées et honneurs personnels
- 2006 : sélectionné pour le Match des étoiles de la Ligue américaine de hockey avec l'équipe PlanetUSA.